# السعيدية (المغرب)
السعيدية : وعُرفت قديما باسم قلعة عجرود هي مدينة بإقليم بركان بجهة الشرق تقع على ساحل البحر الأبيض المتوسط في الشمال الشرقي للمملكة المغربية. تقع المدينة على بعد 22 كلم شمال بَرْكان و 100 متر من الحدود الجزائرية. تأوي المدينة أزيد من 8780 نسمة  وتعد من المنتجعات السياحية المغربية الواعدة، حيث تمتلك المدينة عشرات الكيلومترات من شواطئ رملية صفراء والمناخ المثالي طوال السنة، مما دفع العديد من الشركات السياحية الإسبانية كمجموعة (بالإسبانية: group Fadesa Immobiliaria)‏ أن تُمول مشاريع سياحية من 10 فنادق ومئات الفيلات على مساحة 750 هكتار.
وتضم المدينة عددا من المرافق السياحية والتي أُنشئ أغلبها ما بين الفترة الممتدة من 2008 إلى 2010.
والتي تتواجد بما يسمى (مارينا السعيدية) والتي تحتوي أيضاً على ميناء ترفيهي وعدد من الوكالات التجارية والمطاعم.
وقد فازت السعيدية سنة 2015 باللواء الأزرق. على غرار سنوات خلت.

## التاريخ
تاريخ مدينة السعيدية هو حديث بالمقارنة مع تاريخ المغرب. المدينة أسست سنة 1548م وبني بها مسجدا. سنة 1881 شيّد بها السلطان المغربي الحسن الأول قلعة ومسجدين. سنة 1913 سيطر الفرنسيون على المدينة وأعلنوها تابعة الحماية الفرنسية بالمغرب لمحميتهم بالمغرب. بعد الاستقلال ازدهرت المدينة نتيجة للسياحة الداخلية وإقبال المصطافين المغاربة على شاطئها الجميل.

## قصبة عجرود
بُنِيَتْ قصبةُ عجرود أو قصبةُ السعيدية في سنة 1883 مـ على حافة وادي كيس بمنطقة أولاد منصور ببني يزناسن، قريبا من شاطئ مدينة السعيدية. 

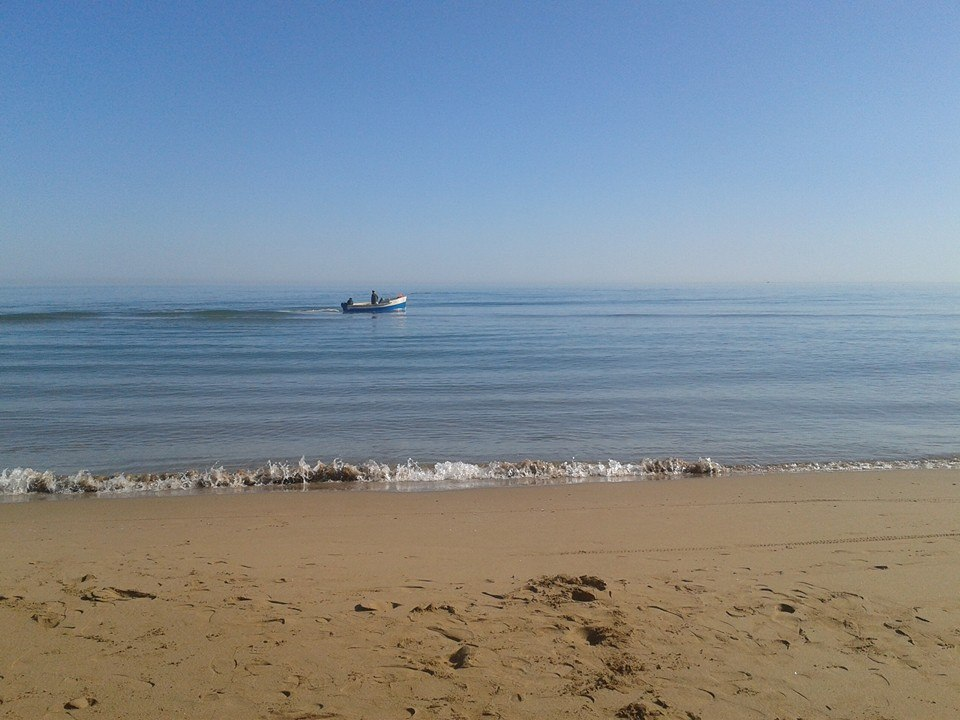
شاطئ السعيدية

## وصلات خارجية
- تعرف على مدينة السعيدية أكثر
- Saidia entry at lexicorient.com
- Pics from Saidia